# Trust (droit anglais)
Pour les articles homonymes, voir Trust.
Dans le droit du Royaume-Uni, le trust est un acte juridique unilatéral sanctionné par l’Equity, par lequel un individu ou une personne morale (le settlor) transfère des actifs au trust et confère le contrôle de ces biens à un ou plusieurs tiers ou à une ou plusieurs institutions — le(s) trustee(s) — pour le compte du ou des bénéficiaire(s).
Il est également possible que le trust existe pour atteindre un but spécifique. Les bénéficiaires peuvent être le settlor lui-même, son époux(se), ses enfants, mais de nombreuses autres options sont possibles (par ex: des œuvres de charité ou des associations).
Le settlor peut également se désigner comme co-trustee (toutefois, se donner indirectement des pouvoirs décisionnaires très/trop importants empiétera ainsi sur le rôle du trustee). De telles dispositions peuvent amener à considérer le trust comme étant un sham. Il est aussi possible d’intégrer un protecteur à ce système afin qu’il surveille les activités du trustee. Le protecteur est chargé de contrôler les agissements du trustee et d’intervenir dans le cas où ce dernier ferait défaut à son devoir de diligence. Bien qu’il soit possible de constituer verbalement un trust, il est plus sûr d’utiliser des documents écrits. 
Le trust deed est un contrat écrit (sur un trust déjà existant) qui définit le rôle du trustee dans la gestion des actifs du trust. Ce contrat peut être soit signé unilatéralement par le trustee (declaration of trust) ou signé par le settlor et le trustee (trust settlement). Le trust deed contient une description du trust, sa durée, les coordonnées du trustee et celles de l’éventuel protector. Selon la nature du trust, il est également possible d'y trouver le nom des bénéficiaires et du settlor.
Le settlor peut aussi transmettre une letter of wishes (« lettre de souhaits ») au trustee pour compléter le trust deed. Cette lettre contiendra des informations sur la répartition des actifs mis en trust. Il est nécessaire d’indiquer que ces indications ne sont pas impératives et qu’elles ne visent pas à empiéter sur le pouvoir discrétionnaire du trustee (sans quoi le trust pourrait être assimilé à un sham). 
Au vu de sa souplesse, le trust est un outil idéal en matière de planification successorale et d’optimisation fiscale. Il peut également être utilisé dans une autre mesure pour détenir un bien ou un investissement particulier, pour transmettre une entreprise, isoler tout ou partie du patrimoine d’une personne avant le mariage, distribuer d’une manière spécifique et efficiente le patrimoine d’une personne à sa mort, placer des plans de retraites ou des stock-options pour des employés.

## Différentes variantes
Le trust est soit constitué par la volonté du settlor (express trust) ou par le résultat de l’effet du droit de l’Equity (implied trust). Il existe deux types d’implied trust ; le constructive trust et le resulting trust.
Le trust peut être révocable ou irrévocable. Lors du transfert des actifs du settlor au trust, les actifs sont en principe irrécupérables par le settlor. Toutefois, ce dernier peut se réserver un pouvoir de révocation (power of revocation) dans l’acte constitutif du trust. Cet élément est crucial dans le traitement fiscal du trust.
Le trust peut être constitué du vivant (living trust, trust inter vivos) ou pour cause de mort (testamentary trust).
Le settlor peut définir avec précision le mode de distribution des actifs du trust (fixed income trust) ou il peut laisser le trustee décider du montant à distribuer. Comme cité plus haut, le settlor peut donner une ligne conductrice au trustee par le biais d’une letter of wishes.

## Bref aperçu de divers trusts et de leurs utilisations
- Le voting trust[15] : deux ou plusieurs actionnaires d’une société transfèrent la propriété de leurs actions et leurs droits de vote à un trustee pour une durée déterminée. Le but est de garder une ligne de vote commune entre les settlors. Une méthode couramment utilisée pour se protéger d’offre publique d’achat hostile par exemple
- Le charitable trust : un trust irrévocable établi dans le but de servir une cause caritative ou contribuant à améliorer du bien-être de la société (exemple : l’aide aux nécessiteux, des fonds pour l’éducation ou la recherche). Le charitable trust est un instrument largement utilisé à travers le monde[16]. L’équivalent du charitable trust en civil law est la fondation. Quant à l’équivalent dans la loi islamique, c’est le waqf[17].
- Le purpose trust : C’est un trust créé afin d’atteindre un but spécifique et à caractère non caritatif. Plusieurs juridictions offshores proposent des variantes spécifiques de trust créé pour atteindre un but précis. (Exemple : le Cayman STAR trust vu plus précédemment). Un special purpose vehicle peut également être structuré en un purpose trust.
- Le pet trust : un purpose trust créé afin de prendre soin d’un animal de compagnie après la mort de son maître.
- Le special need trust : Un trust constitué afin de prendre soin d’un bénéficiaire souffrant d’un handicap. (Exemple : le Henson Trust[18] au Canada)
- Le blind trust (en) : un settlor transfert ses actifs et confère au trustee un pouvoir discrétionnaire total. Ce type de trust est utilisé afin d’éviter les conflits d’intérêt entre le bénéficiaire (qui est souvent le settlor) et la manière dont les fonds du trust sont investis par le trustee. (Exemple : éviter les délits d’initiés). Ce type de trust est plutôt destiné à des personnages publics.
- Le dynasty trust : un trust irrévocable destiné à transmettre des actifs de génération en génération sans être astreint aux taxes de succession ou de donation. Ces trusts peuvent exister vingt et une année après la mort du dernier bénéficiaire vivant à la création du trust. Ce type de trust peut exister pour de nombreuses décennies, voire une centaine d’années.
- Le spendthrift trust : Un settlor établit un trust pour le compte d’un bénéficiaire qui n’est pas apte à gérer lui-même les fonds à sa disposition. (Exemple : un joueur compulsif ou une personne trop dépensière). Le trustee a pour mission d’assurer le train de vie du bénéficiaire tout en ne lui accordant que l’argent nécessaire à son bien-être.

## Différences avec d’autres institutions de droit civil
Les biens mis en trust constituent une masse distincte et ne sont ainsi pas inclus dans le patrimoine du trustee (ces derniers sont inscrits au nom du trustee et pas au nom du settlor). Rappelons, que le trustee a l’obligation d’administrer, de gérer ou de disposer des biens selon les termes du trust ainsi que les règles imposées au trustee par la loi, en faveur du ou des bénéficiaires.
Il existe des instruments similaires au trust dans le droit suisse (la fiducie, la donation, la fondation, le testament). Chacune de ces institutions ont des similitudes avec un trust, toutefois, des différences majeures subsistent.
- Le trust se différencie d’une fiducie car les biens mis en fiducie font partie du patrimoine du fiduciant[20] (dans le cas du trust, les biens ne font pas partie du patrimoine du trustee). Mais, il y a également une différence dans la manière de constituer ces entités. Le trust n’est pas créé par un contrat[21] mais par un acte juridique unilatéral du settlor[22] (du vivant ou au décès du settlor).
- La donation est la disposition entre vifs par laquelle une personne cède tout ou partie de ses biens à une autre sans contre-prestation correspondante. Dans le cas de la donation, la personne recevant le don doit accepter de recevoir ce dernier (ce qui n’est pas le cas dans le trust).
- La fondation possède une personnalité juridique et le trust n’en a pas. Grâce à cette personnalité juridique la fondation peut être considérée comme le détenteur légal des biens mis en fondation. La fondation peut exister indéfiniment grâce à sa personnalité. Le trust ne peut exister que pour un temps donné ou un temps maximal imposé[23] (rules against perpetuities[24]).
- Un trustee a des pouvoirs beaucoup plus larges qu’un exécuteur testamentaire. En effet, le trustee peut influer tant sur la durée que sur les montants distribuables au bénéficiaire. Le trust peut être créé inter vivos ou causa mortis.

## Confusions à éviter

### Une spécificité anglaise
Du fait d'une évolution juridique particulière au Royaume-Uni, il est vain de chercher à expliquer le droit des trusts avec les catégories juridiques propres aux droits pratiqués sur le continent européen (entre autres, le Code civil français, né de la volonté politique de Napoléon Bonaparte et de la rédaction de ses codificateurs). Le trust anglais ne naît pas d'un contrat (car les contrats sont soumis en droit anglais à la common law). La comparaison avec des démembrements du droit de propriété dans le système juridique français est également artificielle (par exemple la nue-propriété et l'usufruit). La fiducie (introduite en droit français en 2007 et régie aujourd'hui par la loi de 2009) ne présente que de vagues ressemblances avec le droit anglais du trust et ne peut lui être comparée d'une manière approfondie (par exemple, la fiducie française peut naître d'un contrat).

### Sens detrusten économie
Ce concept juridique a été utilisé à la fin du XIXe siècle par John Davison Rockefeller pour détourner le droit américain des sociétés et fonder la Standard Oil Trust (1882). Le Trust englobe la concurrence et parvient à une situation de monopole sur l'ensemble des États-Unis d'Amérique (90 % du pétrole raffiné aux États-Unis en 1900), ce qui permit à Rockefeller d'amasser une fortune personnelle estimée en 1902 à 200 millions de dollars générant en 1914 près de 900 millions de dollars. La première loi antitrust américaine (Sherman Antitrust Act de 1890) permet à l'attorney général David K. Watson de casser la Standard Oil Company en 34 sociétés en 1911. Une nouvelle loi antitrust est votée en 1914 (le Clayton Antitrust Act) et permet de lutter plus facilement contre les pratiques monopolistiques et anticoncurrentielles. Le mot de trust reste en France attaché à une grande société capitalistique à velléités monopolistiques.

### À propos desfidéicommisen droit romain
On peut lire sur certains ouvrages et sur Internet que le droit romain connaissait le trust sous le nom de fidéicommis. Cette affirmation est partiellement vraie mais il faut rester prudent et il convient de souligner des réserves : en droit romain, le fidéicommis se rapporte à l'ensemble de biens (tout ou partie d'une succession) qu'un testateur demande à un héritier en titre de transmettre à un tiers, parfois incapable d'hériter lui-même directement. Le droit romain a constamment évolué sur cette matière entre le règne d'Auguste et celui de Justinien (soit du Ier siècle avant notre ère au VIe siècle de notre ère) : avant Néron (entre 54 et 68 de notre ère), le tiers, appelé fidéicommissaire, qui reçoit le bien transmis en fidéicommis, n'est pas propriétaire du bien reçu, ni débiteur, ni créditeur en succession de son fidéicommis. C'est l'héritier en titre qui hérite pleinement de l'ensemble de l'héritage et qui doit en confiance donner les biens en fidéicommis au fidéicommissaire. Dans ce cas précis, ce dernier est bien un bénéficiaire du bien transmis, au sens que ce mot revêt dans le droit anglais des trusts. À partir de Néron, quand est adopté le sénatus-consulte Trébellien, le fidéicommissaire devient le possesseur du bien transmis. Dans les siècles postérieurs, le droit du fidéicommis continue d'évoluer et se confond tardivement avec un simple legs sous Justinien.

### Multiplicité destrustsen droit anglais
La structure juridique du trust anglais est une solution originale du droit anglais, qui permet de résoudre une multitude de problèmes, comme la protection des incapables, le patrimoine des sociétés, des associations ou des fondations, les successions, etc..

## Droit des trusts en Grande-Bretagne

### Historique
Le droit des trusts est né dans le milieu féodal anglo-normand, au XIVe siècle. Le chevalier qui partait combattre aux Croisades transférait la propriété de ses droits féodaux à un ami en confiance (in trust) : celui-ci percevait ces droits féodaux pour le compte de la famille du croisé. Ce dernier récupérait ses droits à son retour. La qualité de la vertu morale du trustee était en principe la meilleure garantie des bénéficiaires.
De multiples problèmes pouvaient surgir : le croisé mourait avant son retour, le possesseur du trust refusait de reverser les droits féodaux à la famille du croisé parti, ou encore refusait de restituer les droits féodaux au croisé revenu. Les tribunaux étaient incompétents pour résoudre ces affaires et se limitaient à la loi commune (common law). La partie lésée en appelait au Roi d'Angleterre qui chargeait son Chancelier (Lord Chancellor) de résoudre le conflit en conscience, autrement dit en équité (in equity), en dehors du système judiciaire d'alors. Les Chanceliers prirent l'habitude de trancher ces conflits en faveur des croisés et de leurs familles et poursuivaient le trustee indélicat d'injonctions et de diverses peines pouvant aller jusqu'à la prison. Les droits de l'équité et du trust étaient nés. De plus, le patrimoine ainsi protégé échappait aux confiscations infligées en cas de condamnation (pour faits de félonie ou de trahison).
Ultérieurement, cette construction juridique s'est maintenue pour ses avantages pratiques : par exemple, les Franciscains anglais donnèrent leurs biens à des trustees qui n'étaient pas soumis au vœu de pauvreté pour les gérer à leurs bénéfices. La pratique massive du trust permettait de soustraire les biens placés en trust fund des droits féodaux à régler au suzerain ou au roi. Le Roi Henri VIII tenta de résoudre le problème de ce manque à gagner et de simplifier la pratique du trust par sa célèbre Loi sur les usages en 1536. Devant la violence des réactions et pour calmer le mécontentement de ses sujets, l'essentiel de ce droit fut rétabli par la loi sur les testaments (Wills Act de 1540). Le possesseur d'un bien immobilier pouvait disposer pour le jour de son décès du bénéfice de ce bien pour qui il voulait, généralement sa famille. Ce dispositif permettait également d'éviter d'importants devoirs féodaux (tels que l'assistance et d'autres taxes à régler), il garantissait le maintien du patrimoine dans une seule famille durant des siècles, ou aménageait la succession pour assurer une certaine forme de primogéniture (succession au seul fils aîné).
Avec le développement des affaires et de l'administration royale, le Lord Chancelier s'est également entouré d'une Cour (Court of Chancery) dont l'héritière contemporaine est la Division de la Chancellerie (Chancery Division), elle-même relevant de la Haute Cour de Justice (High Court of Justice).
D'autres particularités étaient intervenues également : protection du propriétaire par rapport à ses propres héritiers et contournement de la succession légale (en 1483), protection des bénéficiaires contre les créanciers (en 1650). Le droit des trusts fut uniformisé et rationalisé au XVIIe siècle par Lord Nottingham, puis Lord Hardwicke et Lord Eldon. 
Parmi les dernières grandes réformes du droit des trusts, il faut citer le Trustee Act 2000 (chargé de réorganiser les droits et les devoirs des trustees) et le Charities Act 2006 (qui réorganise le droit des trusts constitués pour des buts non lucratifs).

### Constitution du trust
Le trust naît d'un engagement unilatéral par lequel son constituant (settlor, autrefois feoffor) dispose de biens qu'il possède (qu'il constitue en trust fund) en en confiant l'administration à une personne de confiance (trustee, autrefois feofee) pour le compte d'un tiers qui sera le bénéficiaire du trust (beneficiary). Cet acte juridique peut être un document écrit (un trust deed, un deed of settlement, un trust instrument) ou un testament (will). 
Le trust peut être constitué entre personnes physiques ou morales, au bénéfice d'un ou plusieurs bénéficiaires, pour le compte de personnes déterminées (nées ou à naître mais de manière bien définies) ou pour un ou plusieurs buts clairement identifiés. Le trustee devient le propriétaire légal du bien cédé en trust (selon le droit : at law, c'est-à-dire selon la common law) et il en a le titre légal (legal title, legal estate). Cette translation de propriété doit se faire sans léser les intérêts du bénéficiaire (beneficiary interest, equitable interest, equitable estate), sous peine, pour le trustee, d'être accusé d'outrage à la Cour (du Chancellier, contempt of Court). Le titre de ces biens est établi au nom du trustee ou d'une personne agissant pour son compte. Les biens sur lesquels le trust est constitué forment une masse distincte et ne sont pas confondus avec le patrimoine personnel du ou des trustees.
Une fois constitué, le trust échappe en principe à son constituant (settlor).

### Variété des trusts
En théorie, un trust peut exister sur à peu près n'importe quel objet de droit relatif au statut des biens, en droit des affaires ou en droit des finances. Dans les faits, il existe six grands secteurs du droit utilisant couramment ce type de structure juridique :
- le patrimoine de la famille ;
- les montages destinés à réduire les impôts dus ;
- l'investissement et le placement ;
- le droit des affaires ;
- le domaine des charitable trusts et des trusts à buts non lucratifs : non-profit trusts ;
- les domaines des trusts implicites ou créés par la Cour.

Voici quelques éléments d'information sur certains de ces domaines :
Les trusts destinés à préserver le patrimoine d'une famille sont généralement des trusts inter vivos ou mortis causa, comme les testaments (wills). Cette motivation de protection du patrimoine familial englobe également les trusts destinés à protéger un prodigue ou un incapable. La technique juridique développée est assez souple et fiable pour que le législateur n'ait pas trouvé utile de développer un statut du prodigue en droit anglais. On peut également assimiler à cette catégorie la législation permettant de limiter à quatre le nombre de trustees (en l’occurrence des propriétaires coïndivisaires) d'un bien-fonds immobilier. Cette législation a été développée par le Lord Chancellier, Lord Birkenhead, à partir de 1922 avec le Law of Property Act (1925) et les autres lois (Acts) adoptés la même année.
Les trusts d'investissement et de placements financiers (investment trusts) forment également une catégorie très nombreuse et très ancienne : Le trust est une structure suffisamment souple pour collecter l'épargne d'une foule d'investisseurs modestes et l'investir dans un grand nombre de titres (actions, obligations, immobilier... ) appartenant à toutes sortes d'entreprises, bien avant le développement des sociétés par actions. Même la Bourse de Londres (London Stock Exchange Company ou LSE) fut refondée par un deed of settlement en 1802. C'est également la structure juridique de la Foreign & Colonial Investment Trust ou FRCL fondée en 1868 par Philip Rose et toujours florissante, reconnue comme emblématique dans le développement des investment trusts.
Malgré la multiplication des structures juridiques possibles en droit anglais des affaires, récemment refondu par le Companies Act de 2006, la structure de trust est toujours très prisée pour servir de cadre juridique à l'activité économique en Grande-Bretagne et dans les pays imprégnés de droit britannique. Outre la puissance de ces trusts qui régissent les affaires, la même structure juridique sert dans deux conditions particulières : 
- le trust constitué pour liquider une entité économique en faillite ; les créanciers du failli nomment un trustee in bankruptcy (un administrateur de la faillite), chargé notamment de liquider les biens restants du failli et de répartir les avoirs restants entre les bénéficiaires du trust, qui sont les anciens créanciers ; le trustee rend compte de son activité devant le Bureau du commerce (le Board of Trade, maintenant regroupé dans le Département des Affaires, englobé dans le Conseil Privé du Roi / de la Reine) ;
- le trust constitué pour protéger les créanciers d'une société ; les créanciers (debenture holders) nomment un trustee chargé de veiller sur leurs intérêts ; l'étendue du pouvoir d'enquête et d'action conféré au trustee dépend de l'acte de fondation du trust.

Les charitables trusts et structures assimilées correspondent par leurs finalités à des fondations en droit français. Nous y comptons les trusts for the relief of poverty (fondations pour combattre l'indigence), les trusts for the advancement of religion (pour la promotion de la religion), les trusts for the advancement of education (pour la promotion de l'éducation) et les trusts to benefit the public (que l'on peut comparer dans leurs finalités aux fondations d'intérêt public du droit français) dont l'objet peut être tout autre que les trois types de trusts cités dans ce paragraphe. Tous ces trusts sont constitués à perpétuité et sont dispensés d'impôts (contrairement aux autres types de trusts, notamment ceux dont l'objet relève de l'activité économique).

## Législation par pays
Statute 

### États-Unis
- United States trust law (en)

L'United States trust law est un corps de lois fédérales régissant désormais la plus grande partie du  droit des trusts aux États-Unis d'Amérique.

### Suisse
La Convention de la Haye sur la reconnaissance des trusts a été ratifiée par la Suisse, le 1er juillet 1985, et elle est entrée en force le 1er juillet 2007,. Selon le Message du Conseil fédéral le trust peut remplir différentes fonctions d’institutions de droit suisse comme l’administration fiduciaire de bien, la propriété à titre de sureté, la fondation, la fondation de famille, l’association, la société coopérative, les charges imposées en cas de donation ou disposition pour cause de mort, le legs, la substitution fidéicommissaire, la propriété par étages, la convention d’actionnaire, l’administration ou la liquidation de bien dans le cadre d’un concordat dans une procédure d’exécution forcée35

## Étymologie
Le mot trust apparaît en anglais avec le sens de « confiance » vers 1200, c'est-à-dire au lendemain de la conquête de l'Angleterre par Guillaume de Normandie. Il a été emprunté au vieux norrois traust, qui connaît des cognats dans l'ensemble du domaine germanophone, cfr. allemand Trost, néerlandais troost et gotique trausti. Le vieux norrois utilise le mot traust dans le même sens et le vieux saxon et le vieux-haut-allemand l'orthographie trōst avec la même signification, mais également la « fidélité » ; l'allemand contemporain utilise toujours ce mot mais le sens a glissé à « réconfort, consolation ». Le vieux frison trast et le néerlandais troost sont de même sens. En gotique, trausti désigne « l'alliance, l'accord ». 
Le proto-germanique admet la reconstitution *traust-.
En Gaule mérovingienne, la trustis désigne l'assistance qu'un Franc jurait au roi et la condition de celui qui a promis une telle assistance, notamment dans le domaine militaire, mais également l'engagement du roi envers son compagnon (comes). L'homme qui a contracté la trustis avec son roi est nommé antrustion, d'où le concept juridique l'antrustionat. Ces relations juridiques évoluent durant le Xe siècle pour se confondre dans les rapports de vasselage (féodalité).